# Lista monumentelor ocrotite de stat din raionul Drochia
Lista monumentelor din raionul Drochia cuprinde monumentele patrimoniului cultural din raionul Drochia înscrise în Registrul monumentelor Republicii Moldova ocrotite de stat.
Registrul monumentelor Republicii Moldova ocrotite de stat a fost aprobat prin Hotărârea Parlamentului nr. 1531-XII împreună cu Legea nr. 1530-XII privind ocrotirea monumentelor RM din 22 iunie 1993. În Monitorul Oficial nr. 1 din 1994 a fost publicată doar Legea, fără a include însă și Registrul, care a fost publicat mult mai târziu, la 2 februarie 2010. A nu se confunda cu Registrul arheologic național sau cel al monumentelor de for public, care sunt liste diferite ce vizează doar anumite compartimente ale patrimoniului cultural, întocmite în baza unor legi separate.
Lista completă este menținută și actualizată periodic de către Ministerul Culturii din Republica Moldova, dar înainte ca modificările să intre în vigoare acestea trebuie să fie aprobate de către Parlament. Această listă este menită să cuprindă și actualizările ulterioare.
| Nr. | Localizare                                                                  | Denumire                                                                                            | Datare                          | Tip   | Însemnătate | Imagine                 | Erori             |
| --- | --------------------------------------------------------------------------- | --------------------------------------------------------------------------------------------------- | ------------------------------- | ----- | ----------- | ----------------------- | ----------------- |
| 530 | Drochia 48°01′48″N 27°48′43″E / 48.030033025175°N 27.811886243928°E         | Monument la mormântul al 24 ostași căzuți în război (1941-1944)                                     | 1981                            | Is    | L           | galerie \| Încarcă foto | Raportează eroare |
| 531 | Drochia 48°01′51″N 27°48′36″E / 48.030722222222°N 27.809972222222°E         | Stația de cale ferată (complex edilitar)                                                            | sf. sec. XIX                    | Is    | N           | galerie \| Încarcă foto | Raportează eroare |
| 533 | Antoneuca                                                                   | Monument în memoria ostașilor consăteni căzuți în 1941-1945                                         | 1975                            | Is    | L           | Încarcă foto            | Raportează eroare |
| 535 | Baroncea 48°02′14″N 27°54′54″E / 48.037145665568°N 27.914901199384°E        | Biserica „Sf. Treime”                                                                               | 1924                            | At    | L           | galerie \| Încarcă foto | Raportează eroare |
| 537 | Baroncea Nouă                                                               | Mormântul ostașului căzut în război. La cimitir                                                     | 1944                            | Is    | L           | Încarcă foto            | Raportează eroare |
| 540 | Chetrosu 48°04′38″N 27°53′14″E / 48.077346754063°N 27.887352728078°E        | Biserica „Sf. Arhanghel Mihail”                                                                     | 1869                            | At    | L           | galerie \| Încarcă foto | Raportează eroare |
| 541 | Chetrosu 48°04′25″N 27°53′34″E / 48.073583370084°N 27.892643954613°E        | Monument la mormântul ostașului căzut în 1941 și în memoria ostașilor consăteni căzuți în 1941-1945 | 1975                            | Is    | L           | galerie \| Încarcă foto | Raportează eroare |
| 542 | Chetrosu                                                                    | Sculptură populară (răstigniri). La cimitir                                                         | sec. XIX-XX                     | Ar    | L           | Încarcă foto            | Raportează eroare |
| 550 | Cotova 48°09′24″N 27°57′50″E / 48.156565981014°N 27.9639249818°E            | Biserica „Acoperământul Maicii Domnului”                                                            | 1851                            | At    | L           | Încarcă foto            | Raportează eroare |
| 551 | Cotova                                                                      | Monument în memoria a 96 ostași consăteni căzuți în 1941-1945                                       | 1977                            | Is    | L           | Încarcă foto            | Raportează eroare |
| 553 | Dominteni                                                                   | Monument în memoria a 81 ostași consăteni căzuți în 1941-1945                                       | 1974                            | Is    | L           | Încarcă foto            | Raportează eroare |
| 562 | Drochia                                                                     | Biserica de lemn „Adormirea Maicii Domnului”                                                        | 1872                            | At    | N           | Încarcă foto            | Raportează eroare |
| 564 | Drochia                                                                     | Masa pomenirii                                                                                      | sec. XIX                        | Ar    | N           | Încarcă foto            | Raportează eroare |
| 565 | Drochia                                                                     | Monument în memoria a 32 ostași consăteni căzuți în 1941-1945                                       | 1974                            | Is    | L           | Încarcă foto            | Raportează eroare |
| 567 | Gribova 48°01′17″N 27°55′46″E / 48.021420054625°N 27.929354617096°E         | Biserica „Sf. Nicolae”                                                                              | 1872                            | At    | L           | galerie \| Încarcă foto | Raportează eroare |
| 568 | Gribova 48°00′49″N 27°55′52″E / 48.013535158809°N 27.931036119147°E         | Complexul memorial „Nicolae Gribov”                                                                 | 1983                            | Is Ar | N           | galerie \| Încarcă foto | Raportează eroare |
| 569 | Gribova                                                                     | Complex de clădiri ale spitalului zemstvei                                                          | 1913                            | Is At | N           | Încarcă foto            | Raportează eroare |
| 570 | Gribova 48°00′56″N 27°55′47″E / 48.015572196017°N 27.929640744937°E         | Monument în memoria a 107 ostași consăteni căzuți în 1941-1945                                      |                                 | Is    | L           | galerie \| Încarcă foto | Raportează eroare |
| 574 | Hăsnășenii Mari 47°55′25″N 27°58′28″E / 47.92360628834°N 27.974483407526°E  | Biserica „Nașterea Maicii Domnului”                                                                 | 1874                            | At    | L           | galerie \| Încarcă foto | Raportează eroare |
| 575 | Hăsnășenii Mari                                                             | Monument în memoria a 32 ostași consăteni căzuți în 1941-1945                                       | 1980                            | Is    | L           | Încarcă foto            | Raportează eroare |
| 578 | Hăsnășenii Noi                                                              | Monument în memoria a 17 ostași consăteni căzuți în 1941-1945                                       | 1973                            | Is    | L           | Încarcă foto            | Raportează eroare |
| 583 | Lazo                                                                        | Monument în memoria a 18 ostași consăteni căzuți în 1941-1945                                       | 1970                            | Is    | L           | Încarcă foto            | Raportează eroare |
| 586 | Măcăreuca 48°08′26″N 27°58′20″E / 48.140642708201°N 27.972206476689°E       | Biserica de lemn „Adormirea Maicii Domnului”                                                        | înc. sec. XIX                   | At    | N           | galerie \| Încarcă foto | Raportează eroare |
| 587 | Măcăreuca 48°08′26″N 27°58′22″E / 48.140595364898°N 27.972681695395°E       | Biserică de piatră                                                                                  | anii 1930                       | At    | L           | Încarcă foto            | Raportează eroare |
| 588 | Măcăreuca 48°08′26″N 27°58′27″E / 48.140642879449°N 27.974075277122°E       | Monument în memoria a 25 ostași consăteni căzuți în 1941-1945                                       | 1972                            | Is    | L           | Încarcă foto            | Raportează eroare |
| 590 | Miciurin                                                                    | Conac cu parc                                                                                       | mijl. sec. XIX                  | At    | N           | Încarcă foto            | Raportează eroare |
| 591 | Miciurin 47°59′27″N 27°47′23″E / 47.990746304067°N 27.789843003744°E        | Biserica „Acoperământul Maicii Domnului”                                                            | anii '30 ai sec. ?              | At    | L           | Încarcă foto            | Raportează eroare |
| 592 | Miciurin 47°59′21″N 27°47′21″E / 47.989229177425°N 27.789097508009°E        | Monument în memoria a 50 ostași consăteni căzuți în 1941-1945                                       | 1972                            | Is    | L           | Încarcă foto            | Raportează eroare |
| 594 | Moara de Piatră 47°53′45″N 28°00′04″E / 47.89582345883°N 28.001009465894°E  | Biserica „Adormirea Maicii Domnului”                                                                | sec. XIX                        | At    | L           | galerie \| Încarcă foto | Raportează eroare |
| 595 | Moara de Piatră                                                             | Monument în memoria a 42 ostași consăteni căzuți în 1941-1945                                       | 1970                            | Is    | L           | Încarcă foto            | Raportează eroare |
| 598 | Nicoreni                                                                    | Biserica „Sf. Treime”                                                                               | 1877                            | At    | L           | Încarcă foto            | Raportează eroare |
| 599 | Nicoreni                                                                    | Monument în memoria a 35 ostași consăteni căzuți în 1941-1945                                       | 1975                            | Is    | L           | Încarcă foto            | Raportează eroare |
| 601 | Ochiul Alb 48°01′18″N 27°40′23″E / 48.021621197945°N 27.672990592803°E      | Biserica „Sf. Ștefan”                                                                               | 1854                            | At    | L           | Încarcă foto            | Raportează eroare |
| 602 | Ochiul Alb                                                                  | Casa în care s-a născut N. A. Testemițanu                                                           | înc. sec. XIX                   | Is    | N           | Încarcă foto            | Raportează eroare |
| 603 | Ochiul Alb                                                                  | Monument în memoria a 67 ostași consăteni căzuți în 1941-1945                                       | 1980                            | Is    | L           | Încarcă foto            | Raportează eroare |
| 605 | Palanca                                                                     | Biserica „Sf. Treime”                                                                               | sec. XIX                        | At    | L           | Încarcă foto            | Raportează eroare |
| 606 | Pervomaiscoe                                                                | Monument în memoria a 60 ostași consăteni căzuți în 1941-1945                                       | 1969                            | Is    | L           | Încarcă foto            | Raportează eroare |
| 609 | Petreni 47°56′57″N 27°56′56″E / 47.949130202789°N 27.948762449745°E         | Biserica „Nașterea Maicii Domnului”                                                                 | 1914                            | At    | L           | galerie \| Încarcă foto | Raportează eroare |
| 610 | Petreni 47°56′45″N 27°57′21″E / 47.945855858965°N 27.955891123895°E         | Monument în memoria a 72 ostași consăteni căzuți în 1941-1945                                       | 1975                            | Is    | L           | galerie \| Încarcă foto | Raportează eroare |
| 616 | Popeștii de Jos 48°04′28″N 28°01′45″E / 48.074399415756°N 28.029133044461°E | Biserica „Nașterea Maicii Domnului”                                                                 | 1856                            | At    | L           | Încarcă foto            | Raportează eroare |
| 617 | Popeștii de Jos                                                             | Monument în memoria a 88 ostași consăteni căzuți în 1941-1945                                       | 1970                            | Is    | L           | Încarcă foto            | Raportează eroare |
| 619 | Popeștii Noi                                                                | Monument în memoria ostașilor consăteni căzuți în 1941-1945                                         |                                 | Is    | L           | Încarcă foto            | Raportează eroare |
| 621 | Popeștii de Sus 48°05′13″N 28°01′21″E / 48.087022248484°N 28.022555874845°E | Biserica „Nașterea Maicii Domnului”                                                                 | 1914                            | At    | L           | Încarcă foto            | Raportează eroare |
| 622 | Popeștii de Sus                                                             | Sculptură populară                                                                                  | sf. sec. XIX – jum. I a sec. XX | Ar    | L           | Încarcă foto            | Raportează eroare |
| 630 | Sofia 47°56′43″N 27°52′20″E / 47.945238420857°N 27.872258975643°E           | Biserica „Sf. Treime”                                                                               | 1876                            | At    | L           | Încarcă foto            | Raportează eroare |
| 631 | Sofia 47°56′38″N 27°52′23″E / 47.944020673715°N 27.872960024861°E           | Conacul Hasnaș                                                                                      | jum. II a sec. XIX              | At    | N           | galerie \| Încarcă foto | Raportează eroare |
| 632 | Sofia                                                                       | Monument în memoria a 109 ostași consăteni căzuți în 1941-1945                                      | 1972                            | Is    | L           | Încarcă foto            | Raportează eroare |
| 633 | Sofia                                                                       | Monument în memoria victimelor foamei. 1946-1947                                                    | 1946-1947, 1992                 | Is    | L           | Încarcă foto            | Raportează eroare |
| 638 | Șalvirii Noi                                                                | Biserica „Adormirea Maicii Domnului”                                                                | 1930                            | At    | N           | Încarcă foto            | Raportează eroare |
| 643 | Șuri 48°05′47″N 27°51′22″E / 48.09639286876°N 27.855997337809°E             | Biserica „Nașterea Maicii Domnului”                                                                 | 1882                            | At    | N           | Încarcă foto            | Raportează eroare |
| 644 | Șuri                                                                        | Monument în memoria ostașilor consăteni căzuți în 1941-1945                                         | 1977                            | Is    | N           | Încarcă foto            | Raportează eroare |
| 645 | Șuri                                                                        | Sculptură populară                                                                                  | sec. XIX-XX                     | Ar    | L           | Încarcă foto            | Raportează eroare |
| 653 | Țarigrad 48°02′40″N 27°45′08″E / 48.044470522897°N 27.752201285373°E        | Biserica „Sf. Alexandr Nevski”                                                                      | 1882                            | At    | L           | Încarcă foto            | Raportează eroare |
| 654 | Țarigrad                                                                    | Casa memorială Boris Glavan (1920-1940)                                                             | 1964                            | Is    | N           | Încarcă foto            | Raportează eroare |
| 655 | Țarigrad                                                                    | Monument în memoria a 74 ostași consăteni căzuți în 1941-1945                                       | 1975                            | Is    | L           | Încarcă foto            | Raportează eroare |
| 658 | Zgurița                                                                     | Biserica de lemn „Sf. Arhanghel Mihail”                                                             | 1881                            | At    | N           | Încarcă foto            | Raportează eroare |
| 659 | Zgurița 48°07′38″N 28°00′24″E / 48.127277374411°N 28.006721429091°E         | Monument în memoria a 112 ostași consăteni căzuți în 1941-1945                                      | 1981                            | Is Ar | L           | galerie \| Încarcă foto | Raportează eroare |
| 660 | Zgurița                                                                     | Mormânt comun al ostașilor căzuți în război                                                         | 1944                            | Is    | L           | galerie \| Încarcă foto | Raportează eroare |